# 艾菲吸虫属
艾菲吸虫属（學名：Aephnidiogenes）是吸蟲綱斜睪目的一個属。舊屬鳞肉科（Lepocreadiidae），今獨立出來成為艾菲吸虫科。
本屬物種皆為海洋生物，營寄生生活於海魚中。

## 物種
截至2018年9月10日，WoRMS目前紀錄本屬只有三個物種，其餘名稱或為異名，或為taxon inquirendum，又或已被分類到其他新的屬（新鱗肉吸蟲屬 Neolepocreadium、擬艾菲吸蟲屬 Pseudaephnidiogenes）去。這三個物種分別如下：
- Aephnidiogenes barbarus Nicoll, 1915[1]
- Aephnidiogenes major Yamaguti, 1934[4]
  - 海南艾菲吸虫 Aephnidiogenes hainanensis Shen & Tung, 1990[2]：1990年首度於中國境內發現，寄生於一種棲息於海南岛的胡椒鲷体内[2]。現在被認為是Aephnidiogenes major的同種異名[5]。
- 塞內加爾艾菲吸虫 Aephnidiogenes senegalensis Dollfus & Capron, 1958[6]

## 外部連結
- 維基物種上的相關：艾菲吸虫属